# Fabrizio Buschiazzo
Fabrizio Buschiazzo Morel (n. Juan Lacaze, Colonia, Uruguay, 7 de julio de 1996) es un futbolista uruguayo que juega como defensa central.

## Trayectoria
A los cinco años comenzó jugando al baby fútbol en Independiente y tres años más tarde pasó a la Escuela Industrial. Empezó como delantero, después se fue tirando para atrás, primero a la mitad de la cancha y luego a la defensa. Fue a un par de prácticas a Nacional y Defensor Sporting, pero terminó decidiéndose por el Club Atlético Peñarol, equipo en el que realizó las divisiones formativas.
Fue ascendido al primer equipo Carbonero el 1 de julio de 2014. Una lesión y posterior operación de tendón rotuliano lo apartó de las canchas por varios meses.
Cuando se recuperó, jugó con la Tercera División del club.
Su debut oficial se produjo el 9 de marzo de 2016, jugó los 90 minutos contra Atlético Nacional por Copa Libertadores y perdieron 2 a 0.

## Selección nacional
Fabrizio ha sido parte de las selecciones juveniles de Uruguay en las categorías sub-15, sub-17 y sub-20.
Participó del Sudamericano Sub-17 del 2013 representando a la Selección de Uruguay, certamen en el que finalizó cuarto, logrando la clasificación al mundial.
Fue convocado para el Mundial Sub-17 del 2013 y jugó todos los partidos, pero Uruguay quedó eliminado en cuartos de final al perder con Nigeria.
En las 2 competiciones internacionales fue el capitán de la selección.
Formó parte de la preselección Sub-20, para una chance de integrar la lista definitiva para jugar el Sudamericano.
Viajó a Chile para jugar el Torneo Cuatro Naciones, contra las selecciones Sub-20 de México, Chile y Colombia en carácter amistoso.
Finalmente fue descartado en la lista definitiva para el Sudamericano y no volvió a tener oportunidades.

### Participaciones en juveniles
| Competición                            | Sede                   | Resultado        | Partidos | Goles |
| -------------------------------------- | ---------------------- | ---------------- | -------- | ----- |
| Campeonato Sudamericano Sub-15 de 2011 | Uruguay                | Cuarto puesto    | 7        | 1     |
| Campeonato Sudamericano Sub-17 de 2013 | Argentina              | Cuarto puesto    | 8        | 1     |
| Copa Mundial de Fútbol Sub-17 de 2013  | Emiratos Árabes Unidos | Cuartos de final | 5        | 0     |

| Detalle de partidos con la Sub-20 | Detalle de partidos con la Sub-20 | Detalle de partidos con la Sub-20 | Detalle de partidos con la Sub-20 | Detalle de partidos con la Sub-20 | Detalle de partidos con la Sub-20 | Detalle de partidos con la Sub-20 | Detalle de partidos con la Sub-20 | Detalle de partidos con la Sub-20 | Detalle de partidos con la Sub-20 |
| N°                                | Rival                             | Resultado                         | Fecha                             | Lugar                             | Competencia                       | Goles                             | Asistencias                       | Ref.                              |                                   |
| --------------------------------- | --------------------------------- | --------------------------------- | --------------------------------- | --------------------------------- | --------------------------------- | --------------------------------- | --------------------------------- | --------------------------------- | --------------------------------- |
| 1                                 | Chile                             | 3:0 (1:0)                         | 15 de abril de 2014               | Maldonado · Uruguay               | Amistoso                          | -                                 | -                                 | 1                                 |                                   |
| 2                                 | Paraguay                          | 0:1 (0:1)                         | 22 de mayo de 2014                | Montevideo · Uruguay              | Amistoso                          | -                                 | -                                 | 2                                 |                                   |
| 3                                 | Paraguay                          | 2:1 (1:0)                         | 12 de junio de 2014               | Asunción Paraguay                 | Amistoso                          | -                                 | -                                 | 3                                 |                                   |
| 4                                 | Perú                              | 0:1 (0:1)                         | 4 de agosto de 2014               | Lima · Perú                       | Amistoso                          | -                                 | -                                 | 4                                 |                                   |
| 5                                 | Perú                              | 1:1 (1:1)                         | 6 de agosto de 2014               | Lima · Perú                       | Amistoso                          | -                                 | -                                 | 5                                 |                                   |
| 6                                 | Chile                             | 0:3 (2:0)                         | 10 de octubre de 2014             | Santiago · Chile                  | Amistoso Torneo Cuatro Naciones   | -                                 | -                                 | 6                                 |                                   |
| 7                                 | Colombia                          | 0:2 (0:2)                         | 13 de octubre de 2014             | Santiago · Chile                  | Amistoso Torneo Cuatro Naciones   | -                                 | -                                 | 7                                 |                                   |

## Estadísticas

### Clubes
| Club               | País      | Año       | Part. | Goles | Asist. |
| ------------------ | --------- | --------- | ----- | ----- | ------ |
| Peñarol            | Uruguay   | 2016      | 4     | 0     | 0      |
| Defensa y Justicia | Argentina | 2016      | 2     | 0     | 0      |
| Matera             | Italia    | 2017-2018 | 19    | 0     | 0      |
| Pisa               | Italia    | 2018-2019 | 30    | 1     | 0      |
| Siena              | Italia    | 2019-2020 | 13    | 0     | 0      |
| Casertana          | Italia    | 2020-2021 | 28    | 1     | 0      |
| Once Caldas        | Colombia  | 2021      | 8     | 0     | 0      |
| Foggia             | Italia    | 2022      | 4     | 0     | 0      |
| Rentistas          | Uruguay   | 2022      | 11    | 1     | 0      |
| Cavese 1919        | Italia    | 2023-     | 9     | 1     | 0      |
| Total              | Total     | Total     | 128   | 4     | 0      |

### Selecciones
Actualizado al 12 de octubre de 2014.
Último partido citado: Colombia 2 - 0 Uruguay
| Selección        | Temporada     | Sudamericano | Sudamericano | Mundial | Mundial | Amistosos | Amistosos | Total | Total |
| Selección        | Temporada     | Part.        | Goles        | Part.   | Goles   | Part.     | Goles     | Part. | Goles |
| ---------------- | ------------- | ------------ | ------------ | ------- | ------- | --------- | --------- | ----- | ----- |
| Sub-15 · Uruguay | 2012-13       | 7            | 1            | -       | -       | ?         | ?         | 7     | 1     |
| Sub-15 · Uruguay | Total sel.    | 7            | 1            | -       | -       | ?         | ?         | 7     | 1     |
| Sub-17 · Uruguay | 2011-12       | -            | -            | -       | -       | ?         | ?         | ?     | ?     |
| Sub-17 · Uruguay | 2012-13       | 8            | 1            | -       | -       | ?         | ?         | 8     | 1     |
| Sub-17 · Uruguay | 2013-14       | -            | -            | 5       | 0       | ?         | ?         | 5     | 0     |
| Sub-17 · Uruguay | Total sel.    | 8            | 1            | 5       | 0       | 23        | 3         | 36    | 4     |
| Sub-20 · Uruguay | 2013-14       | -            | -            | -       | -       | 3         | 0         | 3     | 0     |
| Sub-20 · Uruguay | 2014-15       | -            | -            | -       | -       | 4         | 0         | 4     | 0     |
| Sub-20 · Uruguay | Total sel.    | -            | -            | -       | -       | 7         | 0         | 7     | 0     |
| Total carrera    | Total carrera | 15           | 2            | 5       | 0       | 30        | 3         | 50    | 5     |

## Palmarés

### Títulos nacionales
| Competición         | Equipo  | País    | Año   |
| ------------------- | ------- | ------- | ----- |
| Campeonato Uruguayo | Peñarol | Uruguay | 15-16 |

### Distinciones individuales
| Distinción                                                | Año  |
| --------------------------------------------------------- | ---- |
| Jóvenes promesas de Uruguay para Pasión Fútbol (puesto 9) | 2016 |